# 텡기스 평원
텡기스 평원(카자흐어: Теңіз мұнай кен орны)은 카자흐스탄 서쪽에 위치한 평원이다. 그리고 카스피해 북동쪽에 위치해 있다. 1979년에 발견된 텡기스 유전은 최근에 발견된 가장 큰 유전 가운데 하나이다. 아티라우는 텡기스에서 북쪽으로 320킬로미터 떨어져 있다. 텡기스는 돌궐어로 바다라는 뜻으로 텡기스 평원이라는 단어는 바다와 같은 평원이라는 뜻이다. 텡기스라는 단어는 바이칼호 남부 오난 강 상류 부르칸 산 근처에서 태어난 성길사한(징기스칸)이 어원이라는 설이 유력하다. 테무친의 시조인 부르테치노는 텡기스를 건너왔다.